# Marian Cozma

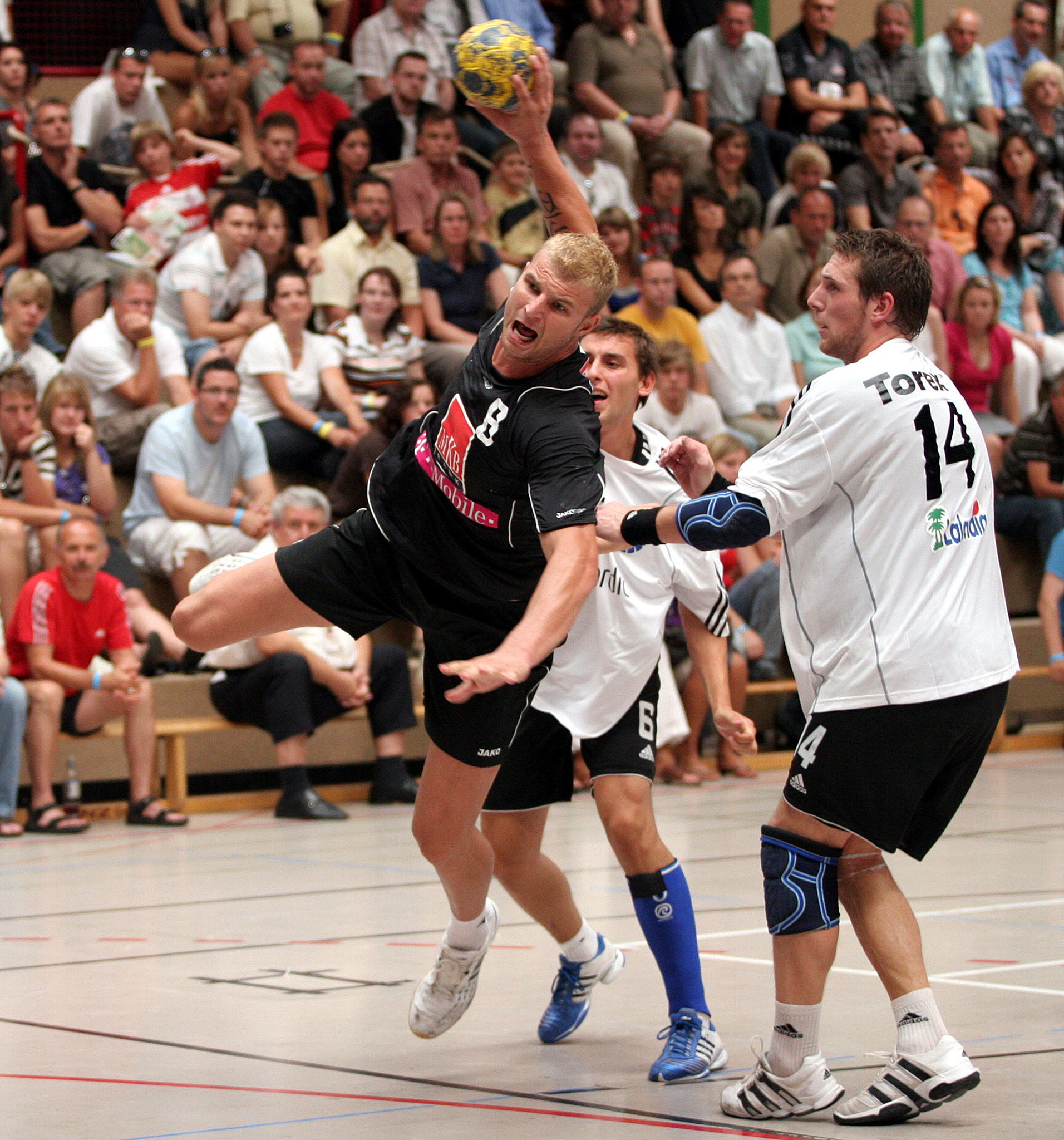
Marian Cozma lendületben, Ehingen, Németország, 2008.

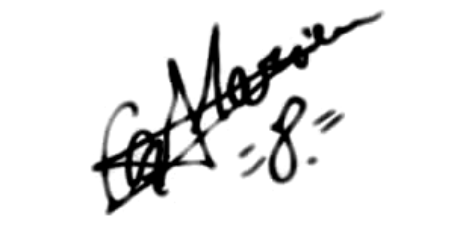
Marian Cozma aláírása

Marian Cozma (Bukarest, 1982. szeptember 8. – Veszprém, 2009. február 8.) román válogatott kézilabdázó, a CS Dinamo București és az MKB Veszprém KC csapataiban játszott.

## Élete
Édesapja és az édesanyja is válogatott kézilabdások voltak. Cozma hazája egyik élcsapatában, a Dinamo Bucureștiben kezdte pályafutását, mellyel sok szép sikert is elért, többek között bajnok és kupagyőztes lett csapatával. 2002-ben, Fehéroroszország ellen mutatkozott be a felnőttválogatottban. Marian Cozmát 2005-ben Bukarestben megkéselték. A bukaresti Rapid fanatikus drukkerei felismerték az utcán, és kést döftek a hátába. A sérüléseiből hamar felépült.
A veszprémi csapathoz 2006-ban szerződött, ahol ugyancsak sikeres pályafutása volt, velük is bajnokságot és kupát nyert, ezen kívül a KEK-et is sikerült megszereznie az MKB-vel. Bár többször szerepelt a román válogatottban, halála előtt nem sokkal, 2009. február 4-én kijelentette, hogy nem kíván többet a nemzeti együttesben szerepelni, részben mellőzése, részben személyes okok miatt.

„Jó dolog a szurkolók szeretete, szeretek fotózkodni velük. Sajnáltam, hogy a Vâlcea nem jutott tovább.
Szeretem a magyarokat, szeretnék még sokáig Magyarországon élni.”

– Marian Cozma hozzászólása a Kérdezd Marian Cozmát  című fórumon.

A beállós beceneve Madár (Păsărilă) volt.

## Halála
2009. február 8-án hajnalban, a veszprémi  Virág Benedek utca 1. számú ház pincehelyiségében található Patrióta lokál előtt Cozmát szíven szúrták, segítségére siető klubtársai közül ketten súlyos sérüléseket szenvedtek. A két feltételezett gyilkost külföldre szökésük közben az osztrák rendőrség még aznap este elfogta.
2011. június 23-án első fokon ítélet született Marian Cozma meggyilkolásának ügyében. A Veszprém Megyei Bíróság életfogytig tartó fegyházra ítélte a Cozma-gyilkosság első- és másodrendű vádlottját, Raffael Sándort és Németh Győzőt. A harmadrendű vádlott, Sztojka Iván (Sz. I.) húszévi fegyházbüntetést kapott. Raffael és Németh legkorábban harminc év múlva szabadulhatnak.
"Kezdettől fogva mondtam, hogy bízom a magyar igazságszolgáltatásban, és örülök annak, hogy nem kellett csalódnom. A bűnösök számára ez korrekt ítélet, számomra viszont nem" – mondta Petre Cozma, a meggyilkolt román kézilabdás apja.
2012. április 27-én a Raffael és Németh büntetését 18 évre, Sztojkáét 8 évre csökkentették, ami országos felháborodást váltott ki.

## Sikerei
- Román bajnok
- Román kupagyőztes
- Magyar bajnok: 2008, 2009
  - 2. helyezett: 2007
- Kézilabda Magyar Kupa: győztes: 2007, 2009
  - ezüstérmes: 2008
- EHF-kupagyőztesek Európa-kupája: 1-szeres győztes: 2007/08
- EHF Klubcsapatok Európa-bajnoksága: 2. helyezett: 2008

## Emléke
„Arra kérek mindenkit, hogy egy kiszáradt tölgy miatt ne gyújtsuk fel az egész erdőt, hanem ültessünk fákat, hogy új erdő növekedhessen. Ha a kétéves unokám abba a korba ér, elhozom ide, hogy ő is kézilabdázzon.”

– Petre Cozma, Marian Cozma édesapja

A Duna Televízió élőben közvetítette 2009. február 13-án reggel 9 órakor Marian Cozma bukaresti temetését. A román sportember búcsúztatása a Dinamo București csarnokánál kezdődött, ahol több ezren rótták le kegyeletüket a ravatalnál. A gyászszertatásra a bukaresti Doamna Ghica ortodox templomban került sor. A nyitott koporsót Bukarest utcáin át a Pipera temetőbe kísérték a gyászolók, ahol Marian Cozmát nagyszülei sírja mellé temették.

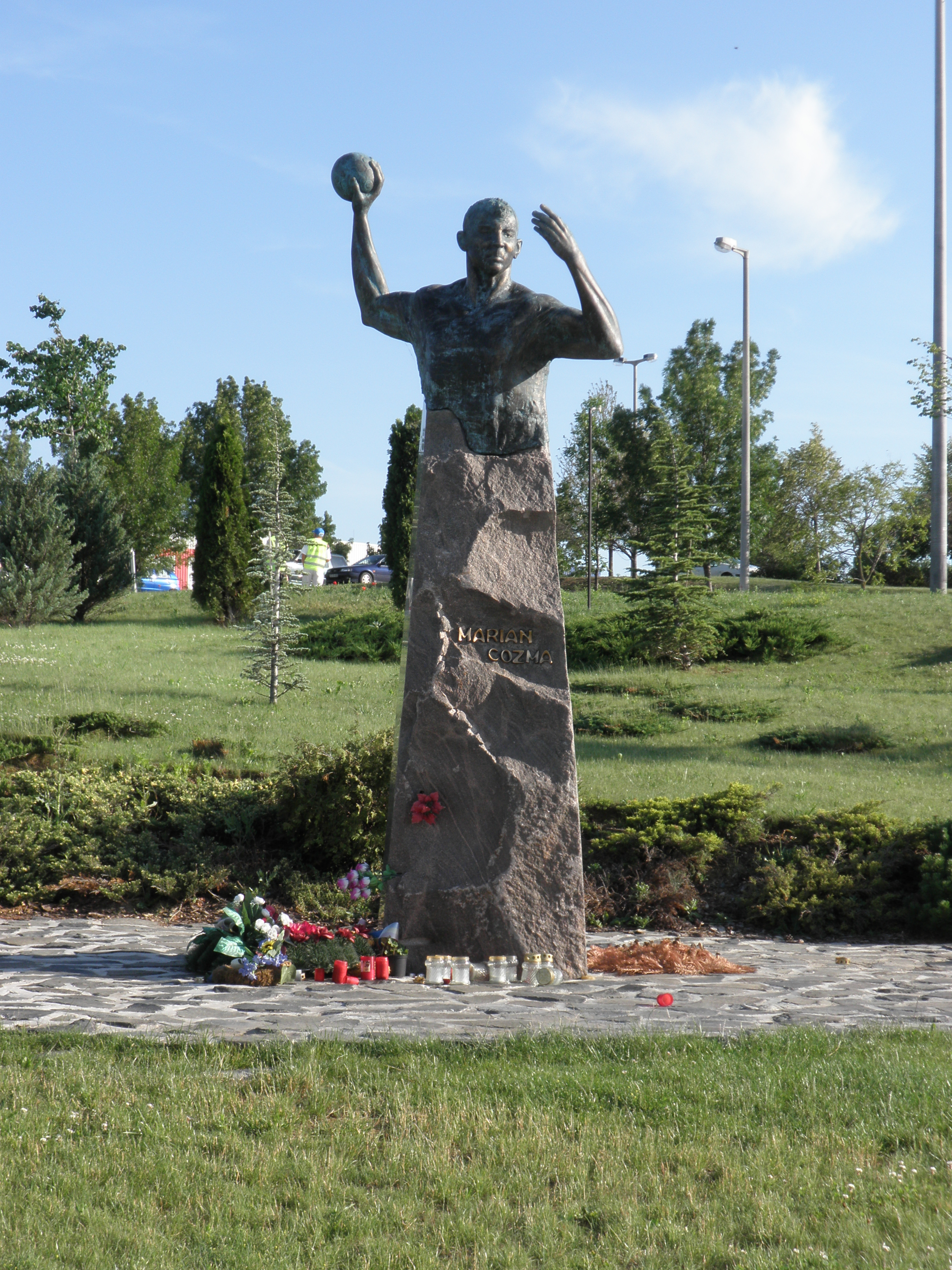
Marian Cozma emlékére állított szobor Veszprémben

- Csapata, az MKB Veszprém örökre visszavonultatta a meggyilkolt sportoló 8-as mezszámát.
- Halála után, 2009. február 10-én Veszprém város tiszteletbeli polgárává választotta a veszprémi közgyűlés a város közepén meggyilkolt kézilabdázót, Marian Cozmát. A kitüntetést a sportoló édesapja vette át.
- Veszprémben közadakozásból 3 méter magas bronz mellszobrot állítottak neki. A szobor posztamenséhez szükséges hattonnás afrikai gránitkövet, amelynek értéke 2 millió forint, Minya Gábor békési kőfaragó ajánlotta fel. A mellszobrot Mihály Gábor, székelyhidi születésű szobrászművész készítette el és a Veszprém Aréna délnyugati oldala melletti füves dombon állították fel. Avatása 2010. február 6-án volt.[10][11][12][13]
- A Román Kézilabda-szövetség is visszavonultatta Cozma 82-es mezszámát, amellyel a sportoló a román válogatottban játszott.
- A magyar és a román szövetség, illetve a veszprémi klub képviselői megegyeztek, hogy minden év februárjának első hetében magyar–román válogatottmérkőzést rendeznek Veszprémben Marian Cozma emlékére.
- A bukaresti Dinamo mellszobrot állít egykori játékosának, sportkomplexuma egyik új terme előtt.
- Segesváron róla nevezték el azt a nemzeti olimpiai tehetséggondozó kézilabdaközpontot, ahol az ország minden pontjáról összegyűjtött ifjú reménységek nevelkednek.
- Bukarest is díszpolgárává avatta. Róla nevezték el azt az utcát, ahol korábban élt.
- 2009. február 15-én több ezer ember vett részt a Marian Cozma tiszteletére rendezett emlékmeneten Veszprémben.[14][15]
- 2009. március 8-án  Veszprémben, a várban lévő Szent Mihály-székesegyházban ökumenikus istentisztelettel emlékeznek Cozmára, melyen részt vesz édesapja és menyasszonya is. A szertartást román ortodox, katolikus, református és evangélikus püspökök közösen celebrálják. Fellép a Rajkó zenekar.[16]
- 2009. március 14-én  Bukarestben, Gyenesei István magyar önkormányzati miniszter a "Magyar Sportért Emlékérem" arany fokozatát adta át Petre Cozmának, Marian Cozma édesapjának.[17]
- Magyar és román művészek fellépésével emlékkoncertet tartottak tiszteletére Budapesten, 2009. április 10-én az A38 Hajón.[18]

„a vasárnapi meccsen a szerb Eklemovics és Vujin, a kubai Perez meg a szintén délszláv Perics kapus volt a legnagyobb magyar. Lődözték-védték a gólokat számolatlan, és ríttak a végén, mint a csecsemők. Szerették őket a magyarok. Szerették ők a magyarokat. A magyarok a románokat szerették a legjobban. A meccs utáni percekben, amikor magasra emelték Marian Cozma portréját a csarnokban, a hatezres közönség könnyezett, nem bírta abbahagyni, nem is akarta”

– Gazda Albert: A magyar történelem nagy pillanata

- "Szíven szúrt ország" címmel dokumentumfilmet készített a Cozma-gyilkosságról Kálomista Gábor producer. Marian Cozma szerepét Czapkó Antal játssza, kedvesét Oroszlán Szonja, Žarko Šešumot Csányi Sándor, Uroš Vilovskit Pindroch Csaba, Ivan Pešićet Szabó Simon alakítja. Az ősbemutató 2009. május 7-én volt Veszprémben.[19][20][21]
- 2009. augusztus 12-én Budapesten, Marian Cozma emlékére magyar–román barátságos labdarúgó-mérkőzést rendeztek, az eredmény 0–1 lett.[22]
- 2014. február 17-én a veszprémi szórakozóhely előtt, ahol meggyilkolták, bronz emléktáblát avattak tiszteletére.[23]